# Bîblo, Starîi Sambir
Bîblo (în ucraineană Библо) este un sat în comuna Borșovîci din raionul Starîi Sambir, regiunea Liov, Ucraina.

## Demografie
Componența lingvistică a localității Bîblo
     Ucraineană (99,52%)
     Alte limbi (0,24%)
Conform recensământului din 2001, majoritatea populației localității Bîblo era vorbitoare de ucraineană (99,52%), existând în minoritate și vorbitori de alte limbi.